# مهمونی کامی
مهمونی کامی فیلمی ایرانی به کارگردانی علی احمدزاده محصول سال ۱۳۹۲ می‌باشد.
داستان فیلم بر اساس طرحی از نازنین فراهانی و نوشته علی احمدزاده و مانی باغبانی است. در «مهمونی کامی» نازنین فراهانی، مینا ساداتی، مهدی کوشکی، میسا مولوی و پگاه آهنگرانی به عنوان بازیگران اصلی حضور دارند.
این فیلم اولین ساخته بلند علی احمدزاده است که با پروانه ساخت ویدئویی (تله فیلم) ساخته شد اما وزارت ارشاد آن را به دلیل موارد غیراخلاقی و شرم آور توقیف کرد و از حضور در جشنواره فیلم فجر بازماند.
مهمونی کامی بدون مجوز ارشاد در جشنواره‌های جهانی شرکت کرده و این از نظر مدیران تخلف است. کارگردان فیلم در پاسخ گفت:
«وقتی به فیلم ما مجوز نمی‌دهند، نباید هم توقع داشته باشند که فیلم را در خانه نگه داریم، به هرحال این فیلم با سرمایه شخصی ساخت شده و به واسطه دیده شدن اثر سرمایه ساخت آن برمی‌گردد اما در همین مدت هم بسیاری از فیلم‌ها که حتی پروانه ساخت هم نداشتند در جشنواره‌های مختلف خارجی شرکت و جایزه هم گرفتند.»
«مهمونی کامی» برنده جایزه بهترین فیلم جشنواره و تندیس ویژه داوران سومین جشنوارهٔ فیلم‌های ایرانی پراگ شد
این فیلم همچنین عصر دوشنبه ۱۶ دی ۱۳۹۲ در سینماتک خانه هنرمندان ایران به نمایش درآمد و سپس نشست نقد و بررسی این فیلم برگزار شد.
علی احمدزاده پس از ناامیدی از اکران عمومی فیلم با انتشار پستی فیلم را به رایگان در صفحه شخصی خود برای تماشای مخاطبان قرار داد.

## داستان فیلم
داستان این فیلم دربارهٔ عده‌ای جوان است که به قصد رفتن به یک مهمانی از شمال عازم تهران می‌شوند.